# Dare Acoustic
Darko Barbič, znan pod psevdonimom Dare Acoustic, slovenski kantavtor, * 1984.
Je izvajalec in avtor akustične pop/rock glasbe iz Novega mesta. Samostojno deluje od leta 2009, pred tem pa je ustanovil novomeški glasbeni zasedbi Noisebreak (2003–2007) in Esenca, v katerih je deloval kot avtor glasbe in besedil, kitarist ter pevec. Njegov prvi singel je bil »Bad Katarina«.
Debitantski album Sedem zgodb iz nenada & sparjen pir je izšel junija 2014, vsebuje skladbi »Moj cukr« in »Telefon«, ki ju je predstavil v četrti sezoni oddaje Slovenija ima talent, po kateri ga je tudi spoznalo širše občinstvo.
Poleg tega je avtor himne Škisove tržnice »Študentske fore«, sodeloval pa je tudi z Omarjem Naberjem kot tekstopisec pri skladbi »Hej, ti!« ter aranžer pri skladbi »Sinonim za mojo mladost« Sandre Erpe.
Od leta 2016 je izvajalec založbe Menart Records.
Novembra 2020 je izšel drugi studijski album Sladko grenak filing, na katerem je 16 skladb.

## Diskografija
Videospoti in singli
- Bad Katarina
- 2012: Leto dopusta
- 2012: Pravljica malina
- 2013: Zabluziva[9]
- 2014: Telefon
- 2014: Moj cukr
- 2015: Eno soboto
- 2016: Na dekici
- 2017: Rjav uč
- 2019: Bitje malo
- 2020: Čustva – ft. Sandra Erpe
- 2021: Gospod taxist

Albumi
| Leto | Album                               | Skladbe |
| ---- | ----------------------------------- | --- |
| 2014 | Sedem zgodb iz nenada & sparjen pir | - Leto dopusta - Bad Katarina - Pravljica malina - Zabluziva - Telefon - Moj cukr - Diva - Eno soboto - Mrzle roke - Najin moment |
| 2020 | Sladko grenak filing                | - Gospod taxist - Na dekici - London - Mala sanja - Maček - Antidepresiv sedativ - Mal nostalgije - Spark brez orientacije - Rjav uč - Čustva - Bitje malo - Thinking of you - Online - Rad bi zabavo - Bulim in tulim - Crazy Lizzie |

- 2020: Sladko grenak filing